# Lenine (musicien)
Lenine de son vrai nom Osvaldo Lenine Macedo Pimentel, né le 2 février 1959 à Recife, est un chanteur-compositeur brésilien.
Lenine a remporté sept prix Latin Grammy Awards, dont ceux de 2005 pour le « meilleur album brésilien contemporain » et la « meilleure chanson brésilienne ». Il a également écrit de nombreuses chansons pour d'autres artistes tels que Gilberto Gil, Dionne Warwick, Daude, Sergio Mendes ou Fernanda Abreu.

## Biographie
Fils d'un père communiste et d'une mère catholique pratiquante il doit se rendre à la messe avec ses frères et plus tard il doit lire Marx avec son père. Le dimanche en famille on pouvait entendre toutes sortes de musiques : chansons napolitaines, musique allemande, musique folklorique russe, Glenn Miller, Tchaïkovski, Chopin, Gil Evans et, plus tard, Hermeto Pascoal et les tropicalistas.
En 1977, la carrière de Lenine commence à l'âge de dix-huit ans quand il se rend à  Rio de Janeiro et participe à un festival de musique. En 1982, il sort chez Philips son premier album, Baque Solto, avec son partenaire Lula Queiroga (pt).
Dix ans plus tard, il sort son second album Olho de Peixe, avec le percussionniste Marcos Suzano, puis en 1997 son premier album solo O Dia em que Faremos Contato, avec un mélange de musique électronique, de rythmes du Nordeste brésilien et de samba. En 1999 il sort Na Pressão, puis en 2001, Falange Canibal. Ce dernier album attire l'attention internationale grâce à la participation du groupe américain Living Colour qui accompagne sa chanson O Homem dos Olhos de Raios-X. L'album (DVD) suivant, Cité, paru en 2004 a été enregistré en public à l'auditorium de la Cité de la musique à Paris.

## Discographie

### Albums
- 1983 - Baque Solto
- 1993 - Olho de Peixe

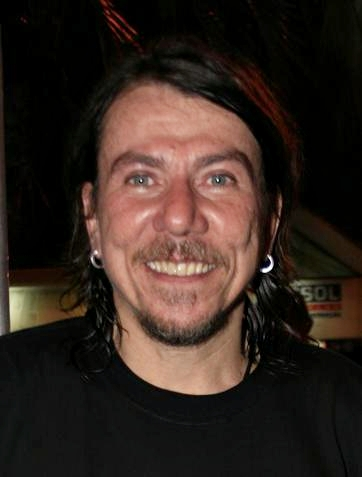
Lenine en 2000

- 1997 - O Dia em que Faremos Contato
- 1999 - Na Pressão
- 2002 - Falange Canibal
- 2004 - Lenine in Cite
- 2006 - Acústico MTV
- 2008 - Labiata
- 2009 - Lenine Perfil
- 2011 - Chão
- 2015 - Carbono

### Vídéos (DVD)
- 2004 - Cité
- 2006 - Acústico MTV
- 2007 - Breu